# Louis-Marie Pouka
Louis-Marie Pouka-M'bague, né le 10 août 1910 à Kahn (Massock-Songloulou) dans le département de la Sanaga-Maritime et décédé le 5 septembre 1991, est un fonctionnaire et écrivain camerounais, l’un des pionniers de la poésie camerounaise de langue française, après Isaac Moumé Etia.

## Sélection d'œuvres
- « Les Bassa du Cameroun », in Cahiers d'Outre-Mer, 1950, volume 3, p. 153-166, [lire en ligne]
- Poèmes  ; Les rêveries tumultueuses ; Les amours illusoires ; Les Poukaiades ; Pêle-mêle, Editions Lumen, Yaoundé, 1954
- Les Étapes vers l'indépendance du Cameroun, Impr. générale du Sud-Ouest, Bergerac, 1959